# Erebia roosi
Erebia roosi är en fjärilsart som beskrevs av Arnscheid och Sterba 1978. Erebia roosi ingår i släktet Erebia och familjen praktfjärilar. Inga underarter finns listade i Catalogue of Life.